# Малинська районна рада
Ма́линська райо́нна ра́да — орган місцевого самоврядування Малинського району Житомирської області. Розміщується в місті обласного значення Малин, котре не входить до складу Малинського району, але є районним центром.

## Склад ради
Загальний склад ради: 27 депутатів.
Виборчий бар'єр на чергових місцевих виборах 2015 року подолали місцеві організації трьох політичних партій, котрі створили стільки ж депутатських фракцій. Найбільше депутатських місць отримала партія БПП «Солідарність» — 15, Народна партія отримала 7 мандатів, депутати від Всеукраїнського об'єднання «Батьківщина» зайняли 5 крісел.
В раді створено три постійних депутатських комісії:
- з питань законності, правопорядку, прав людини, регламенту, депутатської етики, забезпечення діяльності депутатів та з питань бюджету, планування і комунальної власності;
- з питань земельних ресурсів, соціально-економічного розвитку села, з питань промисловості, будівництва, транспорту, житлово-комунального господарства та екології;
- з гуманітарних питань та з питань охорони здоров'я, соціального захисту населення.

### Керівні органи
6 листопада 2015 року, на першій сесії районної ради VII скликання, головою ради було обрано представника «Європейської Солідарности» Михайла Левковця, тодішнього радника голови районної ради, позапартійного. Заступником обрали головного бухгалтера Старовороб'ївської сільської ради Руслану Василівну Ничипоренко, безпартійну представницю БПП «Солідарність».

## Колишні голови ради
- Савченко Микола Іванович — 2014—2015[3]